# Alberico Zabaleta
Alberico Zabaleta (Buenos Aires, 15 de mayo de 1897-Buenos Aires, 23 de octubre de 1923) fue un futbolista argentino, que se desempeñó como delantero. Fue protagonista de la era dorada del Racing Club en la etapa amateur del fútbol argentino, en la que el equipo obtuvo siete títulos consecutivos y se ganó el apodo de «la Academia». Así mismo, vistió las camisetas de Independiente y Argentino de Quilmes.

## Trágico fallecimiento
El 23 de septiembre de 1923 en un partido entre Racing contra Tigre, luego de convertir el gol del empate 1 a 1, durante dicho encuentro recibió una patada a la altura del riñón que le provocó el desprendimiento del mismo y luego de días en terapia intensiva, le ocasionaría la muerte el 20 de octubre de ese mismo año. A su funeral concurrieron numerosos jugadores de todos los equipos de fútbol del país y personalidades de la cultura nacional argentina, lamentando el fallecimiento de un jugador tan joven y en plenitud.

## Carrera deportiva
Es el tercer máximo goleador histórico de Racing Club, con 141 goles convertidos. Con el club de Avellaneda obtuvo 5 trofeos: 3 campeonatos, una copa nacional y una copa internacional.
Individualmente se consagró máximo goleador de campeonato en dos ocasiones: 1918 (13 goles) y 1921 (32 goles).

## Clubes
| Club                 | País      | Año         |
| -------------------- | --------- | ----------- |
| Racing Club          | Argentina | 1912 - 1913 |
| Independiente        | Argentina | 1913 - 1914 |
| Argentino de Quilmes | Argentina | 1914 - 1916 |
| Racing Club          | Argentina | 1916 - 1923 |

## Palmarés

### Campeonatos nacionales
| Título           | Club        | País      | Año  |
| ---------------- | ----------- | --------- | ---- |
| Primera División | Racing Club | Argentina | 1918 |
| Copa Ibarguren   | Racing Club | Argentina | 1918 |
| Primera División | Racing Club | Argentina | 1919 |
| Primera División | Racing Club | Argentina | 1921 |

### Campeonatos internacionales
| Título     | Club        | País      | Año  |
| ---------- | ----------- | --------- | ---- |
| Copa Aldao | Racing Club | Argentina | 1918 |

## Selección nacional argentina
| Copa              | Sede      | Resultado  |
| ----------------- | --------- | ---------- |
| Copa América 1916 | Argentina | Subcampeón |

## Distinciones individuales
- Máximo Goleador de la Primera División (2): 1918, 1921